# Parlement de La Rioja
XIe législature
Couvent de la Merced
Le Parlement de La Rioja (en espagnol : Parlamento de La Rioja) est le Parlement de la communauté autonome espagnole de La Rioja.
Il a son siège au Convento de la Merced, à Logroño.
Depuis le 22 juin 2023, la présidente est Marta Fernández Cornago, du Parti populaire.

## Pouvoir
Il exerce le pouvoir législatif, vote le budget, investit et contrôle l'action du gouvernement.

## Histoire
Le Parlement de La Rioja est l'héritier de la députation provinciale de la province de Logroño, intégrée à la région de la Vieille-Castille.
Alors que la province prend le nom de La Rioja en 1980, le statut d'autonomie du 9 juin 1982 confirme la transformation du territoire en communauté autonome, dotée d'une assemblée législative dénommée « Députation générale » (en espagnol : Diputación General). Par la loi organique du 7 février 1999, l'assemblée est rebaptisée « Parlement de La Rioja ».

## Composition
Il est élu au suffrage universel direct tous les quatre ans, selon le scrutin proportionnel suivant la méthode d'Hondt. Depuis la loi électorale du 23 janvier 1987, il se compose de 33 députés.